# Armancourt, Somme
Armancourt là một thị trấn của tỉnh Somme, thuộc vùng Hauts-de-France, miền bắc nước Pháp.

## Dân số
| 1962                                                    | 1968 | 1975 | 1982 | 1990 | 1999 |
| ------------------------------------------------------- | ---- | ---- | ---- | ---- | ---- |
| 34                                                      | 38   | 29   | 22   | 19   | 21   |
| Kết quả điều tra từ năm 1962, dân số không tính hai lần |      |      |      |      |      |